# Boyd Alexander
Pour les articles homonymes, voir Alexander.
Boyd Alexander, né le 16 janvier 1873 et mort le 2 avril 1910, est un officier britannique, connu pour ses explorations et son œuvre ornithologique.

## Biographie
Alexander fait partie de l'expédition qui traverse l'Afrique, de la rivière Niger au Nil. Alexander est accompagné par son frère Claud, le capitaine G. B. Gosling et José Lopes. En février 1904, ils remontent de l'embouchure du Niger jusqu'à Lokoja. Claud meurt en octobre du choléra. Boyd et Gosling explorent la région autour du lac Tchad. Gosling meurt en juin 1906 à Niangara d'hématurie. Boyd suit ensuite la rivière Kibali, atteint le Nil à la fin de l'année et retourne au Royaume-Uni en février 1907.
Alexander et Lopes reviennent en Afrique en 1909. Ils visitent la tombe de Claud à Maifoni près de Bornu puis continuent à Ouadaï. Boyd est tué près de Nyeri lors d'un affrontement avec des indigènes. Son corps est récupéré par des soldats français et est enterré à côté de son frère à Maifoni.

## Source
- Traduction de l'article de langue anglaise de Wikipédia (version du 13 novembre 2004).